# Shō Kei
Shō Kei (尚 敬, 3 de agosto de 1700 - 14 de marzo de 1752) fue el rey del Reino de Ryukyu (acutualmente Prefectura de Okinawa, de Japón) desde el 1713 hasta el 1752. Su reinado, fuertemente guiado por el asesor real Sai On, es considerado como una época dorada política y económica y un período de florecimiento de la cultura de Okinawa.
Sho Kei hizo un gran énfasis en las relaciones con el dominio de Satsuma, uno de los feudos más poderosos durante el Japón del shogunato Tokugawa. Sus principales reformas fueron la restauración de las finanzas, la preservación de los recursos forestales y la revitalización de la agricultura. Bajo su mando, el asesor estatal Sion reforzó el control sobre el comercio de yukón y azúcar, adquirió azúcar a un precio bajo sin impuestos y ya lo vendió en Japón a un precio alto. Esto trajo ingresos del tesoro. Luego prohibió a los residentes trasladarse a las ciudades, participó activamente en el desarrollo de la agricultura.

## Política exterior

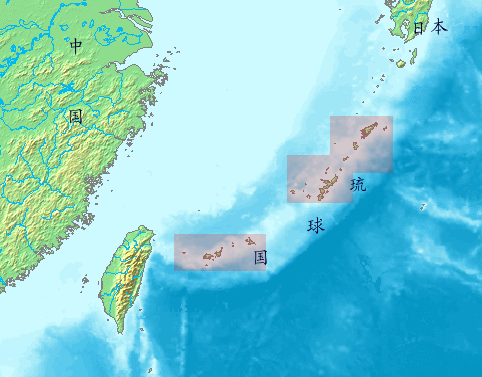
Ubicación del Reino de Ryukyu en las islas del mismo nombre Se logra ver a las actuales China, Taiwán y Japón como vecinos del Reino

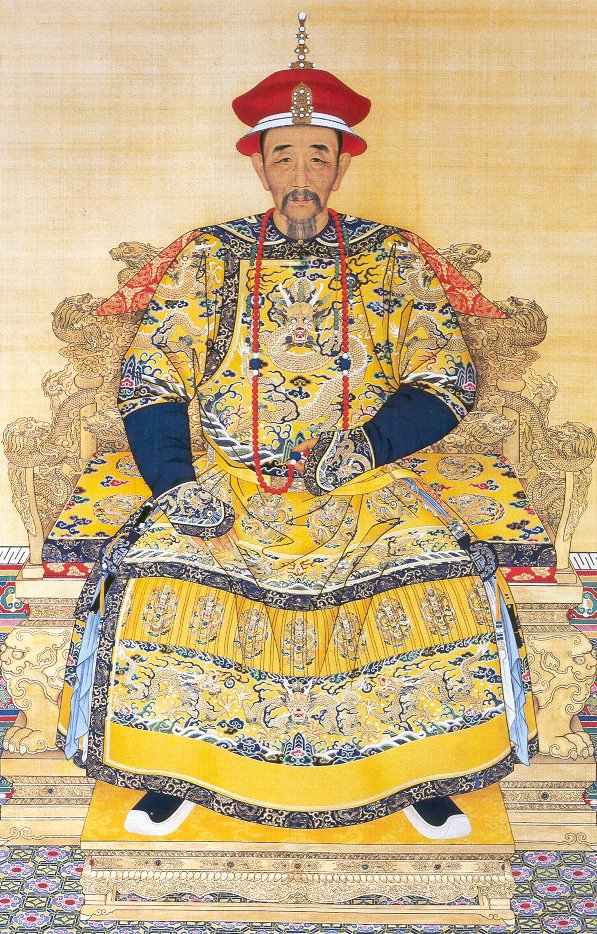
Emperador Kangxi de Qing, que gobernó en simultáneo con Sho Ken

El Reino de Ryukyu tuvo relaciones diplomáticas con la dinastía Qing y con el shogunato Tokugawa. En 1716, Wang Syo Kei envió a Sion como embajador en Qing. El propósito de la Embajada de Ryukyu era recibir la aprobación de Shё Kei por el nuevo Wukü del emperador Kangxi de Qing. En 1719, los embajadores chinos Hai Bao y Xu Baoguang llegaron a los estados de Ryukyu. Los embajadores trajeron la inversión del emperador Kangxi. Y también le envió una embajada para agradecer al shogunato Tokugawa en 1714, 1718, 1748. Los embajadores de Ryukyu felicitaron a los Shogun de Japón por su nombramiento.
Después de suceder a su padre Shō Eki en 1713, Shō Kei nombró a su asesor regente y confiable Sai On para el Sanshikan, el Consejo de los tres principales asesores reales, en 1728. Su reinado es conocido por una gran cantidad de desarrollos, incluidas reformas económicas y conservación esfuerzos implementados bajo la guía de Sai On, cambios políticos y desarrollos académicos.